# Verjnuarmu

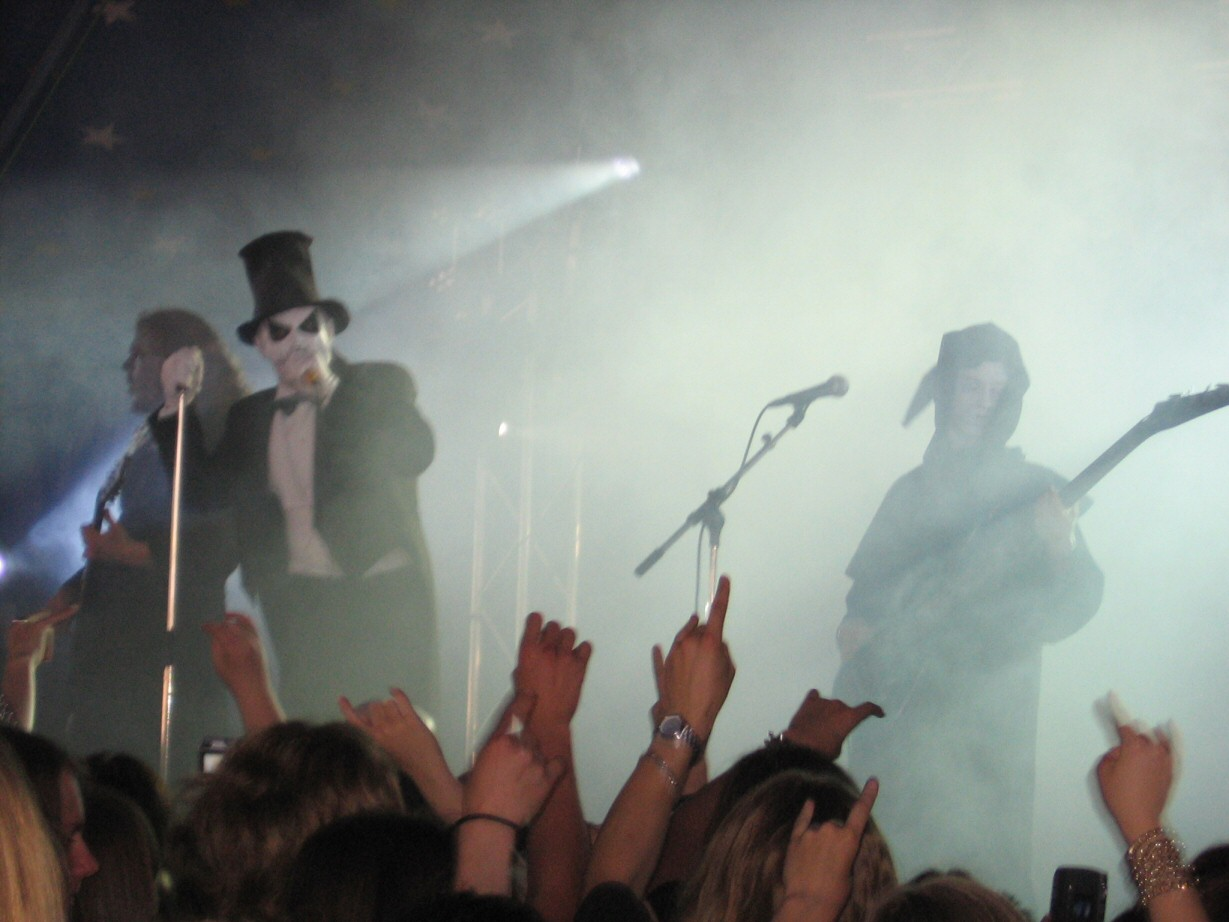
Verjnuarmu.

Verjnuarmu es una banda finlandesa de death metal melódico llamado Metal Savo. La banda no canta en finés estándar, sino en dialecto savo. En finés, el nombre correcto de la banda sería "Verinaarmu", que significa "Rasguño Ensangrentado".
El metal Savo no es un subgénero del Metal; este término hace referencia a que la música de Verjnuarmu es metal con letras escritas en savo, un dialecto originario de Finlandia oriental. El uso del savo puede ser considerado como el gimmick de Verjnuarmu, ya que la mayoría de las bandas finlandesas escriben la letra de sus canciones en finés estándar, y es muy excepcional que las letras del idioma finés en cualquier estilo de música sean de un dialecto específico. En el espíritu del típico humor Savoniano, algunas personas consideran que Verjnuarmu es la única banda que toca metal Savo.
De acuerdo con Viitakemies, uno de los guitarristas de la banda, sus más grandes influencias musicales son el death metal, el heavy metal tradicional y el música folk tradicional. Su primer álbum de larga duración Muanpiällinen Helevetti fue lanzado el 5 de enero de 2006.
El 7 de abril de 2008, se anunció mediante el sitio web oficial de la banda, que Verjnuarmu firmó con la discográfica finlandesa Dynamic Arts Records.

## Miembros
- Puijon Perkele (Vocalista)
- Woema (Bajo)
- Musta Savo (Batería y death grunts)
- Tervapiru (Guitarra)

## Miembros Anteriores
- Savon Surma (Guitarra y death grunts)
- Viitakemies (Guitarra)
- Ruato (Guitarra)

## Álbumes
Muanpiällinen Helevetti (2006)
- Lista de canciones y traducción al español

1. "Kurjuuvven valssi" ('Balz de la Miseria')
2. "Vihankylyväjä" ('Ducha de Odio')
3. "Noetavaeno" ('Caza de Brujas')
4. "Jäläkeläenen" ('Descendiente')
5. "Tuljmyrskyt" ('Tormentas de Fuego')
6. "Itkuvirsj´" ('Dirge')
7. "Kuuvven sylen syvvyyvessä" ('Seis brazas de Profundidad')
8. "Kalaman kalapee" ('Deathly Pale')
9. "Laalavat jouset" ('Arcos Cantantes')
10. "Kärähtäny kylä" ('Charred Village')

Ruatokansan Uamunkoetto (2008)
1. "Tulesta pimmeyvven"
2. "Kuu paestaa, kuollu ajjaa"
3. "Mustan virran silta"
4. "Luita ja hampaeta"
5. "Surmatun säkkeet"
6. "Huaskalinnut"
7. "Kuhtumattomat vieraat"
8. "Kirkkomuan kansoo"
9. "Räähähenki"
10. "Kalamavesj´"

Lohuton (2010)
1. "Turja"
2. "Kuvajaenen"
3. "Luutarha"
4. "Paha Paemenen Puvussa"
5. "Lohuton"
6. "Pirun Saana"
7. "Ualtoen Viemät"
8. "Korvo"
9. "Sysisyvän"
10. "Vetteinen"

Pimmeyvven Ruhtinas (2012)
1. "Pimmeyvven Ruhtinas Palluu"
2. "Pimmeyvven Ruhtinas"
3. "Kalaman Kalopee"
4. "Harmoo Talo"
5. "Helevetin Vehkeet"
6. "Haavvan Takkoo"
7. "Mustan Virran Silta (Live)"
8. "Kuuven Sylen Syvvyyvessä (Live)"
9. "Itkuvirsj’ (Live)"
10. "Lentava Kalakukko"
11. "Kallavesj’"

## Demos y sencillos
- Verjnuarmu (Demo, 2002)
- Verta, woemoo ja viitakkeita (Demo, 2002)
- Laalavat jouset (Demo, 2004)
- "Kurjuuvven valssi" (Single, 2005)
- "Itkuvirsj´" (Single, 2006)
- "Kuvajaenen" (Single, 2010)
- "Turja" (Single, 2010)